# Stefan Giller
Stefan January Giller, pseudonim „Stefan January Sulita”, „Stefan z Opatówka” (ur. 2 września 1833  w Opatówku, zm. 27 stycznia 1918 tamże) – polski powieściopisarz, dramaturg, poeta, tłumacz; brat działacza politycznego i historyka Agatona Gillera.

## Biografia
Był synem burmistrza Opatówka, Jana Kantego Gillera oraz Franciszki ze Szpadkowskich. Po ukończeniu szkoły w Kaliszu wyjechał do Warszawy, gdzie pracował jako adiunkt w Archiwum Akt Dawnych. W 1862 zdał egzamin na nauczyciela gimnazjum i podjął pracę w Kaliszu. Przez kolejnych 35 lat pracował jako nauczyciel języka polskiego i historii literatury. Twórczość literacką rozpoczął wierszem Modlitwa młodej matki opublikowanym w 1859 na łamach „Klejnotów Poezji Polskiej”. Współpracował z wieloma czasopismami, stąd w jego dorobku wiele utworów okolicznościowych zwłaszcza wierszy. Na uwagę zasługują poemat Jan Kochanowski z Czarnolesia z 1884, Elegie i sonety z 1890. W powieściach, opowiadaniach i gawędach podejmował tematykę historyczną. Był też autorem komedii Nowe drogi wydanej w 1877 oraz przekładów poezji Heinego.

## Wybrana twórczość
- Jan Kochanowski z Czarnolesia[6]
- Nowe drogi[7]
- Licytacja i zajazd
- Pokutnicy